# Yohan Kely Viola
Yohan Kely Viola Sánchez (ur. 21 października 1981 w San Juan de la Maguana) – dominikański piłkarz występujący na pozycji napastnika.
W swojej karierze rozegrał 124 spotkania i zdobył 28 bramek w drugiej lidze szwajcarskiej.
W reprezentacji Dominikany wystąpił jeden raz, 27 marca 2008 w przegranym po dogrywce 0:1 meczu el. do MŚ 2010 z Portorykiem.